# Perplexity

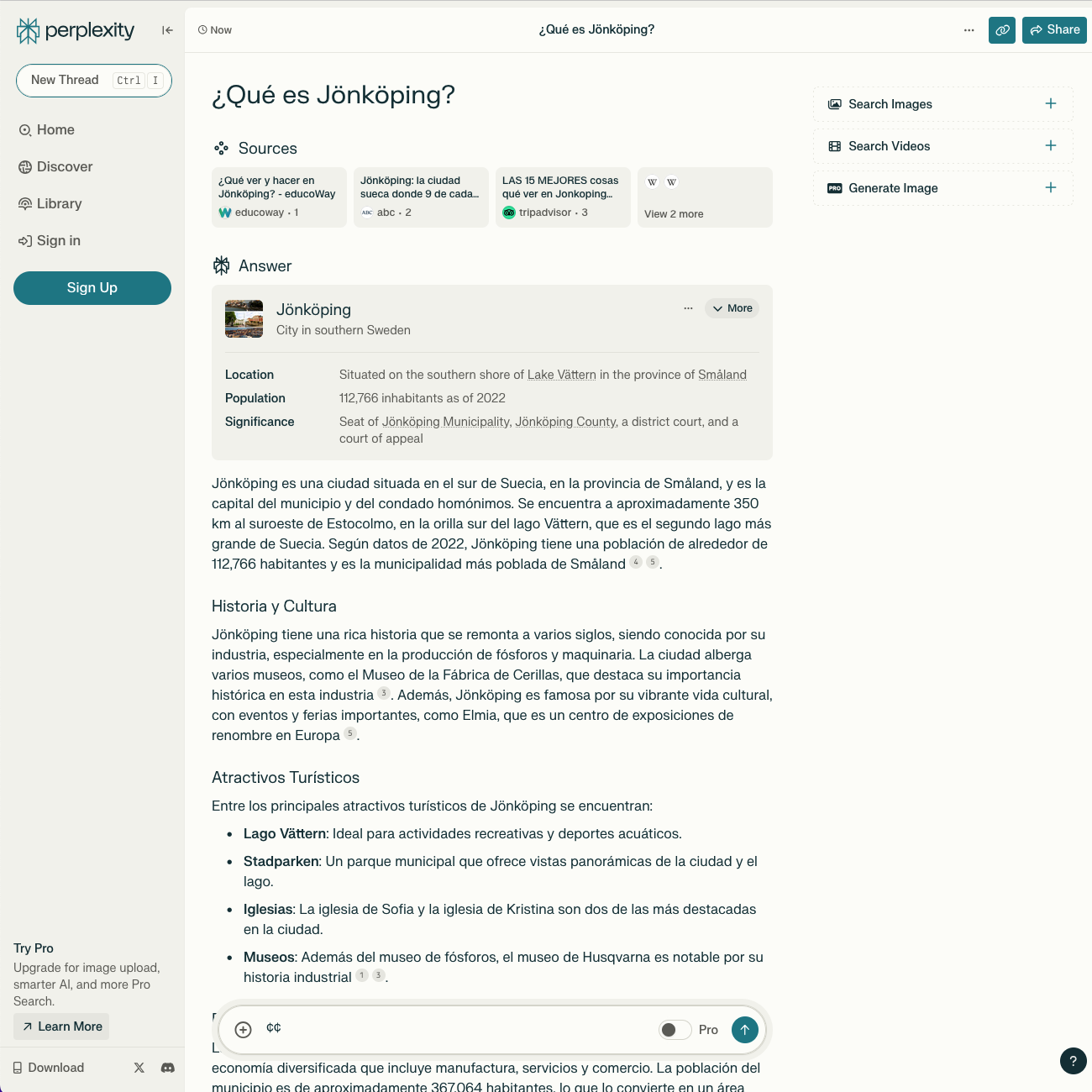
Perplexity.AI (2024)

Perplexity, también denominado Perplexity AI, es un motor de búsqueda conversacional, comercializado como un «motor de respuestas», que responde consultas utilizando texto predictivo en lenguaje natural.  Lanzado en 2022, Perplexity genera respuestas utilizando fuentes de la web y cita enlaces dentro del texto de respuesta.
El modelo gratuito de Perplexity está basado en el modelo GPT-3.5 de OpenAI, combinado con el modelo de lenguaje grande (LLM) independiente de la compañía, que incorpora capacidades de procesamiento de lenguaje natural (NPL). Perplexity Pro tiene acceso a GPT-4, Claude 3, Mistral Large y un modelo experimental de Perplexity.   

## Historia
Perplexity fue fundada en agosto de 2022 por Aravind Srinivas, Denis Yarats, Johnny Ho y Andy Konwinski.Aravind Srinivas trabajó previamente en OpenAI, siendo ahora director ejecutivo de Perplexity.
En diciembre de 2022, Perplexity publicó Bird SQL, que se utiliza para buscar información en Twitter.

## Características
El producto principal de Perplexity AI es su buscador, que se basa en procesamiento de lenguaje natural en vez de palabras clave. Interpreta el contexto de las consultas del usuario para proveer resultados de búsqueda más personalizados. En vez de ofrecer una lista de  resultados de búsqueda clasificados, Perplexity resume los resultados de búsqueda y ofrece un texto con citas en línea. Da prioridad a fuentes más recientes para evitar información obsoleta. Perplexity puede interpretar las preguntas del usuario dentro del contexto de sus consultas previas. La conversación entre el usuario y Perplexity puede ser guardada en la librería.Dispone de aplicaciones para IOS y Android. 11111

Perplexity proporciona diversos modos de búsqueda. El modo «copilot» (copiloto) hace preguntas aclaratorias al usuario para refinar las consultas. El modo «focus» (enfocado) establece un tema para las consultas. Por ejemplo, si el usuario quiere buscar vídeos de YouTube, se puede establecer «YouTube» como tema. El modo «escritura» genera consultas sin realizar la búsqueda en la web.
El usuario puede subir un archivo para analizar en vez de copiar y pegar el texto del documento en la entrada de texto del buscador. Además de los documentos de texto, también acepta formatos de archivo como CSV. Solo genera respuestas escritas; no es capaz de crear imágenes, vídeos u otros contenidos audiovisuales a partir de una descripción, aunque puede proporcionar contenido audiovisual ya existente.

### Nuevas características

#### Asistente para Android
En enero de 2025, Perplexity lanzó Perplexity Assistant, una herramienta impulsada por IA diseñada para mejorar la funcionalidad de su motor de búsqueda. El asistente está disponible en dispositivos Android y está integrado en la aplicación Perplexity. Puede realizar tareas en múltiples aplicaciones, como pedir un viaje o buscar una canción, y es capaz de mantener el contexto entre acciones, lo que permite una gestión de tareas más fluida.
Perplexity Assistant funciona con el motor de búsqueda de la empresa, lo que le otorga acceso a la web. Esto habilita funciones como recordatorios de eventos, que incluyen encontrar la fecha y la hora correctas y crear las entradas de calendario correspondientes. El asistente también es multimodal, lo que significa que puede usar la cámara de un teléfono para brindar respuestas sobre el entorno del usuario o el contenido en pantalla.
Inicialmente, Perplexity Assistant está disponible de forma gratuita en 15 idiomas, incluidos inglés, español, francés, alemán, japonés, coreano e hindi. A pesar de sus características prometedoras, Perplexity ha reconocido que el asistente aún está en desarrollo y es posible que no siempre funcione como se espera. Por ejemplo, ciertas funciones, como resumir correos electrónicos no leídos o próximos eventos del calendario, actualmente requieren que los usuarios habiliten una solución alternativa basada en notificaciones.

## Financiación y valoración
Perplexity ha recaudado 73,6 millones de dólares en una ronda de financiación Serie B, liderada por inversores notables como Nvidia y Jeff Bezos. Esta inversión, que forma parte del total de 100 millones de dólares recaudados, ha contribuido a que la valoración actual de la empresa sea de 520 millones de dólares. Entre los inversores hasta ahora figuran New Enterprise Associates, Nvidia, Databricks, Bessemer Venture Partners, Jeff Bezos, Susan Wojcicki, Jeff Dean, Yann LeCun, Andrej Karpathy y otros.
A pesar de esta elevada valoración, Perplexity tiene menos de 40 empleados. Ha conseguido alrededor de 10 millones de usuarios mensuales.

## Controversias

### Investigación deForbes
En junio de 2024, Forbes criticó públicamente a Perplexity por utilizar su contenido. Según Forbes, Perplexity publicó una historia en gran medida copiada de un artículo propiedad de Forbes sin mencionarlo ni citarlo de manera destacada. En respuesta, Srinivas dijo que la función tenía algunos "detalles por pulir" y aceptó la retroalimentación, pero sostuvo que Perplexity solo "agrega" información en lugar de plagiarla.

### Investigación deWired
En junio de 2024, investigaciones independientes de la revista Wired y del desarrollador web Robb Knight descubrieron que Perplexity no respeta el estándar robots.txt, que permite a los sitios web evitar que los web crawlers realicen raspado de contenido, a pesar de que Perplexity afirmaba lo contrario. Perplexity publica las direcciones IP y las cadenas de agente de usuario de sus rastreadores web, pero según Wired y Robb Knight, también utiliza direcciones IP no reveladas y agentes de usuario falsificados al ignorar robots.txt.
Wired también afirmó que, en algunos casos, Perplexity podría estar resumiendo:
"no artículos de noticias reales, sino reconstrucciones de lo que dicen basadas en URLs y rastros dejados en motores de búsqueda, como extractos y metadatos, ofreciendo resúmenes que aparentan estar basados en acceso directo al texto relevante."
En respuesta, Srinivas declaró en una entrevista telefónica:
"Perplexity no está ignorando el Protocolo de Exclusión de Robots... No solo confiamos en nuestros propios rastreadores web, también confiamos en rastreadores web de terceros."
Srinivas explicó que el rastreador web identificado por Wired era propiedad de un proveedor externo. Cuando se le preguntó si Perplexity dejaría de raspar contenido de Wired usando terceros, Srinivas respondió que "es complicado."

### Amazon
Amazon Web Services, que aloja el rastreador de Perplexity, tiene una cláusula en sus términos de servicio que prohíbe a sus usuarios ignorar el estándar robots.txt. Amazon inició una investigación "rutinaria" sobre el uso que la empresa hace de Amazon Elastic Compute Cloud.

## Demandas

### The New York Times
En octubre de 2024, The New York Times (NYT) envió una notificación de cese y desistimiento a Perplexity para que dejara de acceder y utilizar su contenido, alegando que Perplexity estaba violando sus derechos de autor al extraer datos de su sitio web. NYT también está demandando a OpenAI y Microsoft por infracción de derechos de autor por utilizar de manera similar millones de sus artículos para entrenar los modelos de lenguaje que impulsan ChatGPT. La notificación de cese y desistimiento enviada por los abogados del NYT decía en parte:
"Perplexity y sus socios comerciales se han enriquecido injustamente al utilizar, sin autorización, el periodismo expresivo, cuidadosamente redactado, investigado y editado de The Times sin una licencia."

### Dow Jones y New York Post
Ese mismo mes, Dow Jones y New York Post presentaron una demanda contra Perplexity, alegando infracción de derechos de autor. La demanda también afirma que Perplexity atribuyó citas a un artículo sobre aviones F-16 para Ucrania que nunca aparecieron en el artículo original.
El 24 de octubre de 2024, Perplexity publicó una entrada en su blog para abordar las demandas. Afirmó que las quejas eran engañosas y reiteró que estaba abierto a programas de reparto de ingresos.

### Perplexity Solved Solutions
El 31 de enero de 2025, Perplexity fue demandada por presunta infracción de marca registrada por Perplexity Solved Solutions (PSS), una empresa de software fundada en 2017. La demanda, presentada en Estados Unidos, alega que el uso del nombre "Perplexity" por parte de Perplexity AI viola la marca registrada federal de PSS, lo que podría generar confusión entre los consumidores. PSS había rechazado previamente una oferta de Perplexity AI para comprar la marca en 2023. La acción legal busca impedir que Perplexity AI use el nombre en su marca y estrategias de marketing.